# 聚叶花葶乌头
聚叶花葶乌头（学名：Aconitum scaposum var. vaginatum）为毛茛科乌头属下的一个变种。

## 扩展阅读
- 維基物種上的相關：聚叶花葶乌头